# لولا کورنرو
لولا کورنرو (هلندی: Lola Cornero; ۳۰ مارس ۱۸۹۲ – ۶ مهٔ ۱۹۸۰) هنرپیشه اهل هلند بود.
از فیلم‌ها یا برنامه‌های تلویزیونی که وی در آن نقش داشته‌است می‌توان به گنجشک اشاره کرد.